# Peter Angelo Cavicchia

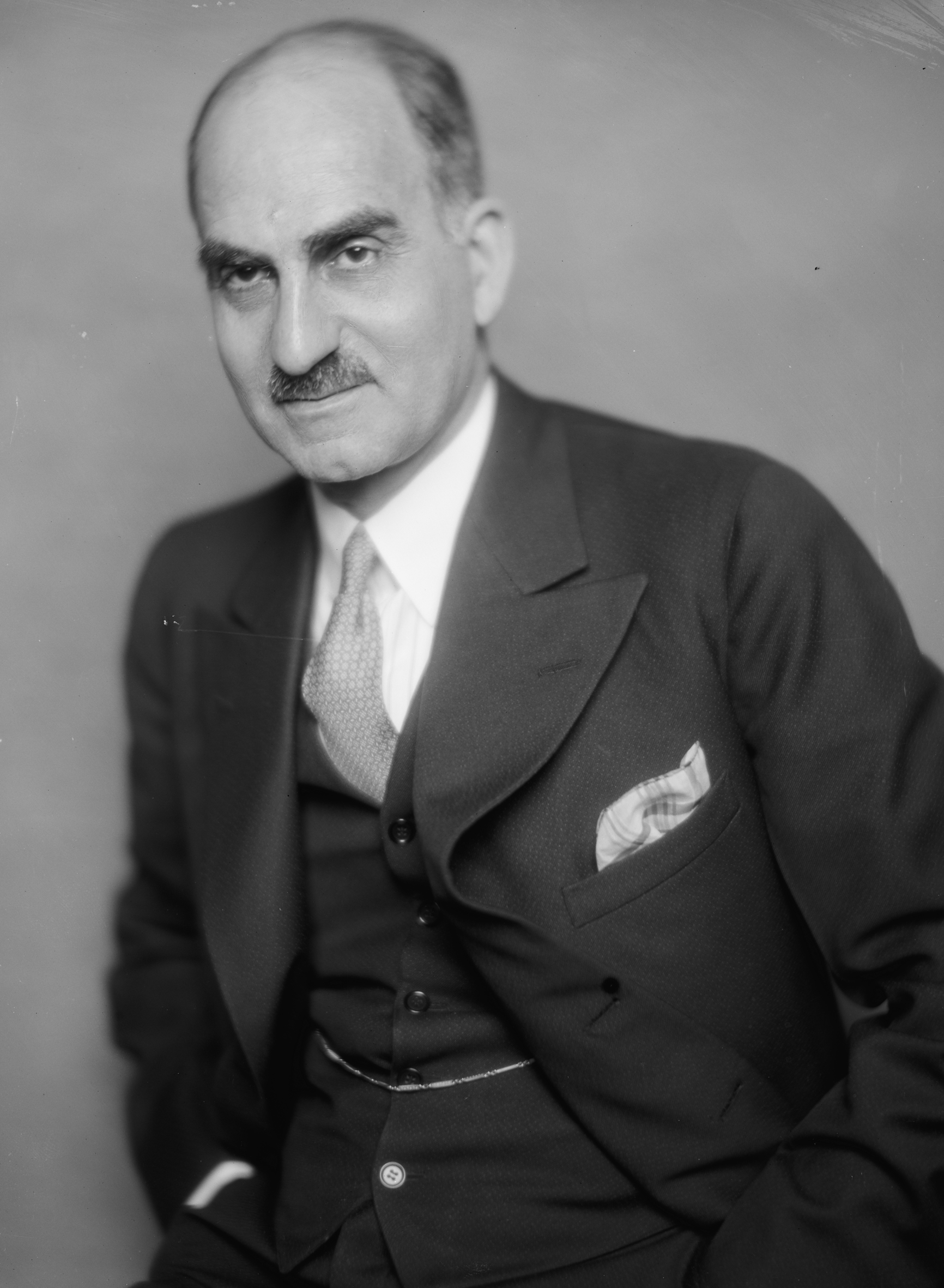
Peter Angelo Cavicchia

Peter Angelo Cavicchia (* 22. Mai 1879 in Roccamandolfi, Provinz Isernia, Italien; † 11. September 1967 in Belleville, New Jersey) war ein US-amerikanischer Politiker. Zwischen 1931 und 1937 vertrat er den Bundesstaat New Jersey im US-Repräsentantenhaus.

## Werdegang
Im Jahr 1888 kam Peter Cavicchia mit seinen Eltern aus seiner italienischen Heimat nach Newark in New Jersey. Er besuchte die öffentlichen Schulen seiner neuen Heimat und danach bis 1906 das American International College in Springfield (Massachusetts). Nach einem anschließenden Jurastudium an der New York University School of Law und seiner 1909 erfolgten Zulassung als Rechtsanwalt begann er in Newark in diesem Beruf zu arbeiten. Außerdem war er für einige Unternehmen der Baubranche und des Kreditwesens als Berater und Direktor tätig. Im Jahr 1917 wurde er im Essex County Leiter des Dezernats für Erbschaftssteuer. Zwischen 1917 und 1931 gehörte Cavicchia auch dem Bildungsausschuss der Stadt Newark an, dessen Vorsitzender er in den Jahren 1924 bis 1926 war. Von 1925 bis 1931 war er Dozent für Jura und Kurator der Mercer Beasley School of Law, die heute zur Rutgers University gehört. Politisch war er Mitglied der Republikanischen Partei.
Bei den Kongresswahlen des Jahres 1930 wurde Cavicchia im neunten Wahlbezirk von New Jersey in das US-Repräsentantenhaus in Washington, D.C. gewählt, wo er am 4. März 1931 die Nachfolge von Franklin W. Fort antrat. Nach zwei Wiederwahlen konnte er bis zum 3. Januar 1937 drei Legislaturperioden im Kongress absolvieren. Seit 1933 vertrat er dort als Nachfolger von Oscar L. Auf der Heide den elften Distrikt seines Staates. Während seiner Zeit im Kongress wurden dort seit 1933 viele der New-Deal-Gesetze der Bundesregierung unter Präsident Franklin D. Roosevelt verabschiedet. Cavicchias Partei stand diesen Gesetzen eher ablehnend gegenüber. Im Jahr 1933 wurden der 20. und der 21. Verfassungszusatz ratifiziert.
Im Jahr 1936 wurde Peter Cavicchia nicht erneut bestätigt. Nach dem Ende seiner Zeit im US-Repräsentantenhaus praktizierte er wieder als Anwalt. Von 1937 bis 1956 leitete er noch einmal das Dezernat für Erbschaftssteuer im Essex County. Zwischen 1946 und 1957 war er auch Vorsitzender der Planungskommission der Stadt Newark. Peter Cavicchia starb am 11. September 1967 in Belleville und wurde auf dem Fairmount Cemetery in Newark beigesetzt.